# Топальская сотня
Топа́льская со́тня — административно-территориальная и войсковая единица в составе малороссийских Нежинского и Стародубского полка, существовавшая в XVII-XVIII веках в составе Гетманщины.
Центр — местечко Топаль.

## История
Топальская сотня упоминается в составе Нежинского полка с 1648 года, а со времени образования Стародубского полка (1654) до его расформирования (1782) — в его составе.
По упразднении полкового и сотенного деления Малороссии (с 1782), территория Топальской сотни составила основу Новоместского (позднее — Новозыбковского) уезда. Восточная окраина Топальской сотни вошла в Стародубский уезд.
В настоящее время — территория Брянской области России и (юго-восточная часть территории сотни) Черниговской области Украины.

## География и население
Топальская сотня была одной из крупнейших по площади в своём полку. Она занимала побережья реки Снова и его притоков: Ирпы, Ревны, Трубежа и Ваги. Издревле населёнными местами в этой местности были правый берег Снова и берега Ирпы. Остальная территория Топальской сотни покрыта была лесами, в которые население стало проникать не раньше XVII века.
Заселение этой местности продолжалось и в продолжение всего XVIII в.; из поселений этого времени выделяется целая группа слобод, основанных русскими старообрядцами, которые начали селиться на территории Стародубского полка с конца XVII в.
Значительную часть территории Топальской сотни занимали три обширные владельческие волости: Ропская, Топальская и Чолховская.

## Административное деление
По состоянию на 1718 год, Топальская сотня включала следующие курени:
1. Великотопальский (центр — местечко Великая Топаль);
2. Малотопальский (центр — село Малая Топаль);
3. Сытобуднянский (центр — село Сытая Буда);
4. Сачковский (центр — село Сачковичи);
5. Ропский (центр — местечко Новый Ропск);
6. Тимоновский (центр — село Тимоновичи);
7. Семионовский (центр — местечко Семионовка);

### Основные населённые пункты
- местечки Топаль, Новый Ропск, Семёновка и Горск;

- сёла: Малая Топаль (Топалка), Курознов, Истобки, Брахлов, Старый Кривец, Манюки, Синий Колодезь, Засуха (Старая Тростань), Замышев, Людковщина, Добродеевка, Рыловичи, Лакомая Буда, Сытая Буда, Старый Ропск, Любечане, Могилевцы, Лобановка, Тимоновичи, Бровничи, Карповичи, Стратива, Янжуловка (Шпетаковка), Хотеевка, Шумиловка, Каменский Хутор, Куршановичи, Соловьёвка, Кропивна, Гетманская (Ропская) Буда, Сачковичи, Хреновка, Клюсы, Хоромное, Фоевичи, Чолхов, Старые (Большие) Щербиничи, Денисковичи, Спиридонова Буда.

- деревни: Рудня, Пруска, Плавня, Бобки, Чорнооков, Полхов, Шамовка, Обтени, Каменка, Хохловка, Пустой (Сухой, Малый) Кривец, Гулёвка, Скоробогатая (Забудиличи), Внуковичи, Драглевка (Дрягловка), Крутобережка (Замышовка), Новая Тростань, Корховка, Рудня-Деменка, Муравинка, Гута, Василевка, Побожеевка, Блешня, Баранова Гута (Барановка), Орликовка, Хандобоковка (Приборской Завод, Помазовы Млины), Сушаны (Хорошевка), Ясеновка, Осиновка (Петрапиевка), Кривуша, Новые (Малые) Щербиничи, Рогов, Карпиловка, Лысые.

- слободы: Рубежная, Данченкова, Плохиовка.

- старообрядческие слободы: Елионка, Воронок, Лужки, Деменка, Митьковка, Зыбкая, Злынка, Тимошкин Перевоз, Городище, Шеломы, Климова, Чуровичи.

## Топальские сотники
- Роман Васильевич Ромаскевич, 1654–1657. Роман Ромаскевич см. " Козацька елiта гетьманщини" В.В Кривошея, стр. 115, а также Малороссийский гербовник: род Ромаскевичи, стр. 152-153.
- Михаил Иванович Рубец, 1669; 1672–1673.
- Терех Семенович, 1672.
- Федор Кольчевский, 1687–1690.
- Григорий Кожуховский (Ференсбах), 1699.
- Федор Модзолевский, 1700–1704.
- Станислав Палубинский, ок. 1706.
- Федор Сидорович Скоробогатый, 1708–1713.
- Клим Янжул, 1713–1718.
- Филипп Матвеевич Данченко, 1726–1735.
- Михаил Климович Янжул, 1735–1751.
- Григорий Андреевич Рубец, 1758–1769.
- Василий Иванович Рубец, 1772-1782.